# Louis Greuze
Pour les articles homonymes, voir Greuze.
Louis Greuze (ou Louis Greuse à l'état-civil), né le 9 octobre 1863 à Mons et mort dans cette ville 8 juin 1950, est un artiste graveur, peintre, aquarelliste et lithographe belge. 

## Biographie
Louis Joseph Greuse, né le 9 octobre 1863 à Mons, est le fils de Maximilien Greuse, menuisier, et de Marie Thérèse Simon, cuisinière. Le 25 avril 1892, il épouse à Mons Marie Rosier qui lui a donné une fille.
Dè 1876 à 1886, il étudie à à l'Académie royale des Beaux-Arts de Mons. Il y suit les cours de gravure, de dessin et de peinture d' André Hennebicq, Antoine Bourlard et Auguste Danse. 
En 1886, il obtient le second prix de Rome en gravure.
Greuze succède à Auguste Danse en 1898 pour enseigner la gravure à l' Académie royale des Beaux-Arts de Mons. Jusqu'en 1933, il forme de nombreux élèves dont les binchois Louis Buisseret et René Mallet.
Il a exposé ses œuvres en Belgique et à l'étranger (notamment à Adélaïde en 1887, à Melbourne en 1888, à Chicago en 1893 et à Barcelone en 1897). Il a laissé plus de 300 portraits, paysages et reproductions de peintres célèbres.
Il était conservateur du musée du Cinquantenaire de Bruxelles et du musée Chanoine Puissant à Mons.
À la suite de son décès à Mons 8 juin 1950, les funérailles ont eu lieu le 10 juin 1950 dans l'intimité.

## Style artistique
Par l'art de la gravure, il se voue à la copie des grands maîtres tels Jan van Eyck et Pierre Paul Rubens. Toutes ses œuvres se distinguent par une grande fidélité au modèle original grâce à la fermeté et la grande précision du trait, et à la concision du dessin. En gravure, il a pratiqué l'eau-forte, le burin et la pointe sèche.
Il a également exécuté des peintures à l'huile, des aquarelles en Italie, en Grèce et en Egypte.

## Sélection d'œuvres
Quelques gravures de Louis Greuze :
- Adam de Jan Van Eyck, taille douce ;
- Hélène Fourment de Pierre Paul Rubens, burin ;
- Le Combat des Amazones de Pierre Paul Rubens, burin ;
- Saint Jean de Donatello, burin ;
- Saint Mathieu de Rembrandt, eau-forte ;
- Le chanoine Puissant, 1935 ;
- Le Clown, d'Herman Richir, burin ;
- Portrait du président De Puydt, 1893.

Il a également réalisé des eaux-fortes originales :
- Lac Majeur ;
- Simplon ;
- Les Îles Borromées ;
- Laboratoire du docteur Jules Bordet.

## Distinctions
Louis Greuze a obtenu les distinctions suivantes :
- Second prix de Rome, 1886 ;
- Ordre du Mérite, exposition d'Adélaïde, 1887 ;
- Diplôme hors concours, exposition de Chicago, 1893 ;
- Médaille d'or de la Société des Sciences, des Arts et des Lettres du Hainaut (Portrait du président De Puydt), 1893 ;
- Diplôme de premier grand prix de l'Académie royale de Belgique (Portrait du général Brialmont en taille douce) 1901 ;
- Officier de l'ordre de Léopold II en 1938 ;
- Chevalier de l'ordre de Léopold en 1923.